# Сборная Тувалу по футболу
Сборная Тувалу по футболу (англ. Tuvalu national football team) — футбольная команда, представляющая Тувалу в международных встречах и контролируемая Футбольной ассоциацией Тувалу. Тувалу не является членом ФИФА, но является ассоциированным членом ОФК с 2006 года и членом КНФА с 2013 года. В отборочных играх к чемпионату мира и в Кубке наций ОФК участия не принимает. Сборная собиралась только для участия в Кубке Тихоокеанских игр 1979, 2003, 2007 и 2011 годов.

## Членство
Тувалу является членом Конфедерации футбола Океании (ОФК), но не ФИФА. В сентябре 2008 года премьер-министр Тувалу Аписаи Иелемиа и президент Футбольной ассоциации Тувалу Тапугао Фальефу посетили штаб-квартиру ФИФА в Цюрихе в надежде получить полноправное членство в организации. В декабре 2013 года генеральный секретариат ОФК Тай Николас назвал отсутствие регулирующего поля в Тувалу главным фактором, препятствующим принятию страны в ФИФА. Футбольная ассоциация Тувалу продолжает добиваться членства в ФИФА при поддержке голландского Фонда поддержки Тувалу, помогающего Тувалу с заявкой ФИФА и развитием футбола в Тувалу. С ноября 2016 года Тувалу является членом Конфедерации независимых футбольных ассоциаций (КНФА).

## Турниры

### Южнотихоокеанские игры 1979
Тувалуанская команда, капитан Карл Тили, сыграла три международных матча в Южнотихоокеанских играх 1979 года, которые проходили на Фиджи, с Кокеа Малу в качестве тренера. Там команда зафиксировала как крупную победу — 5:3 против Тонги, так и её худшее поражение, уступив 18:0 Таити в первом матче соревнований. Тувалу восстановилось, чтобы обыграть Тонгу во второй игре, однако в третьем матче Тувалу потерпела поражение от Новой Каледонии со счетом 10:2. Следующий поединок был против Кирибати, который сыграл вничью со счетом 3:3, однако Тувалу выиграло пенальти со счетом 4:2. В заключительной партии первого круга Тувалу удалось победить Гуам со счетом 7-2.

### Южнотихоокеанские игры 2003
В матче в преддверии Южнотихоокеанских игр 2003 года Тувалу провела товарищеский матч против Фиджи и потерпела поражение со счетом 9:0.
Тувалу также участвовала в четырёх играх на Южнотихоокеанских играх 2003 года, которые вновь состоялись на Фиджи, а тренер — Тим Джеркс. После победы над Кирибати со счетом 3:2 в первом матче Тувалу снова играло с Фиджи, в этом матче Фиджи выиграло со счетом 4:0. В игре против Вануату Тувалу было разгромлено со счетом 1:0. В финальном поединке турнира против Соломоновых Островов Тувалу обыграли со счетом 4:0. Тувалу финишировал четвёртым из пяти в бассейне А.

### Кубок Тихоокеанских игр 1979
Впервые сборная Тувалу была собрана в 1979 году для участия в футбольном турнире Тихоокеанских игр стран Океании, где, потерпев самое разгромное поражение на данный момент (май 2009) в первой же игре в своей истории, вышла в четвертьфинал соревнований, заняв 8-е место на турнире среди 12 команд.

### Кубок Тихоокеанских игр 2003
Второй раз, после продолжительного перерыва, сборная собралась в 2003 году на Фиджи, где перед турниром провела единственный в своей истории товарищеский матч со сборной страны—организатора игр. Команда заняла 4-е место в групповом турнире (из 5 команд) — 8-е место на турнире из 10 участников.

### Кубок Тихоокеанских игр 2007
В Самоа сборная Тувалу впервые не смогла одержать ни одной победы, и, при одной ничье, заняла последнее место в группе из 5 команд. Итог выступлений — 9-е место на турнире среди 10 команд.

## Все международные матчи
| Дата            | Место проведения |        | Противник          | Счет |
| --------------- | ---------------- | ------ | ------------------ | ---- |
| 5 сентября 2011 | Новая Каледония  | Тувалу | Гуам               | 1:1  |
| 3 сентября 2011 | Новая Каледония  | Тувалу | Соломоновы Острова | 1:6  |
| 1 сентября 2011 | Новая Каледония  | Тувалу | Новая Каледония    | 0:8  |
| 30 августа 2011 | Новая Каледония  | Тувалу | Вануату            | 1:5  |
| 27 августа 2011 | Новая Каледония  | Тувалу | Американское Самоа | 4:0  |
| 22 августа 2011 | Фиджи            | Фиджи  | Самоа              | 3:0  |
| 1 сентября 2007 | Апиа, Самоа      | Самоа  | Острова Кука       | 1:4  |
| 29 августа 2007 | Апиа, Самоа      | Самоа  | Таити              | 1:1  |
| 27 августа 2007 | Апиа, Самоа      | Самоа  | Новая Каледония    | 0:1  |
| 25 августа 2007 | Апиа, Самоа      | Самоа  | Фиджи              | 0:16 |
| 5 июля 2003     | Наусори, Фиджи   | Фиджи  | Соломоновы Острова | 0:4  |
| 3 июля 2003     | Сува, Фиджи      | Фиджи  | Вануату            | 0:1  |
| 1 июля 2003     | Сува, Фиджи      | Фиджи  | Фиджи              | 0:4  |
| 30 июня 2003    | Сува, Фиджи      | Фиджи  | Кирибати           | 3:2  |
| 1 мая 2003      | Фиджи            | Фиджи  | Фиджи              | 0:9  |
| 4 сентября 1979 | Сува, Фиджи      | Фиджи  | Новая Каледония    | 0:11 |
| 31 августа 1979 | Сува, Фиджи      | Фиджи  | Тонга              | 5:3  |
| 29 августа 1979 | Сува, Фиджи      | Фиджи  | Таити              | 0:18 |

## Игрок года
В 2014 году впервые был выбран игрок года Тувалу. Сепетайо Вилли был первым игроком, удостоенным этой чести.

## Тренеры
- Буркхард Папе (?)
- Тим Джеркс (2003)
- Тоакаи Пуапуа (2006—2010)
- Фоппе де Хан (2011)
- Стеван де Гейтер (2012—2013)
- Лен Лоэйен (2013)
- Боб Роосен (2013—2018)
- Лопати Таупили (2018—н. в.)